# زيلبور قاتم
زيلبور قاتم (الاسم العلمي:Xyleborus atratus) هو نوع من الحشرات يتبع جنس الزيلبور من فصيلة السوسية الحقيقية.